# Rockaway Avenue (stacja metra na Fulton Street Line)
Rockaway Avenue – stacja metra nowojorskiego, na linii A i C. Znajduje się w dzielnicy Brooklyn, w Nowym Jorku i zlokalizowana jest pomiędzy stacjami Ralph Avenue i Broadway Junction. Została otwarta 9 kwietnia 1936.